# Dinaromys bogdanovi
Dinaromys bogdanovi es una especie de roedor de la familia Cricetidae, la única especie del género Dinaromys. Es considerado un fósil viviente porque hay datos de su presencia en el Pleistoceno.

## Subespecies
D. b. bogdanovi

D. b. coeruleus

D. b. grebenscikovi

D. b. korabensis

D. b. longipedis

D. b. marakovici

D. b. preniensis

D. b. trebevicensis

## Distribución geográfica
Se encuentra en Croacia en Bosnia y Herzegovina en Serbia en Montenegro y Macedonia.  